# Lahuksi järv
Lahuksi järv (järv = See), auch Lahukse järv, ist ein See in der Landgemeinde Saaremaa  im Kreis Saare auf der größten estnischen Insel Saaremaa. Der 7,6 Hektar große See liegt am Anfang der Halbinsel Eeriksaare poolsaar. Der nächste Ort Atla ist 800 Meter und die Ostsee 200 Meter vom See entfernt. Er ist mit maximal 70 Zentimetern Tiefe sehr seicht.